# 程鈜
程鈜（1546年—1600年），又作程铉，字坚鸣，號漢南，南直隶徽州府休宁县人。明朝政治人物。

## 生平
万历二十五年（1597年）丁酉科应天乡试举人，萬曆二十六年（1598年）聯捷戊戌科进士，觀工部政，萬曆二十八年卒。

## 引用
1. ↑  《咸寧縣志》
2. ↑  《萬曆二十六年戊戌科進士履歷》：程铉，漢南，诗三房，丙午十月十九生。休宁人，丁酉八十一名，会二百三十一，三甲十三。工部政，庚子卒。曾祖舍夫。祖益。父天荫。